# Armeni in Francia
Gli armeni francesi (in armeno ֆրանսահայեր?, in francese Arméniens de France) sono cittadini francesi di etnia o discendenza armena. Quella francese è la comunità armena più grande dell'Unione Europea e la terza al mondo, dopo quella russa e quella statunitense.

## Storia
I mercanti armeni apparvero per la prima volta nel porto di Marsiglia nel XV secolo. Il loro arrivo era legato alla caduta di Candia, conquistata dagli ottomani. Questa comunità armena, legata all'Oriente, fu la prima a importare tessuti indiani e a insegnare agli artigiani locali come riprodurli con vernici colorate.
La loro presenza indusse il ministro Jean-Baptiste Colbert a creare il porto franco di Marsiglia nel 1669. Conosciuti come chofelins, insegnarono ai maestri falegnami marsigliesi a dipingere i tessuti di cotone in modo diverso. Padroneggiarono la tecnica “indiana Masulipatnam”, nota anche come Machilipatnam.
Tra la fine del XIX secolo e l'inizio del XX, migliaia di armeni sfuggirono alle persecuzioni nella loro madre patria, che all'epoca faceva parte dell'Impero ottomano. Eventi come i massacri hamidiani e il massacro di Adana diedero origine a un movimento migratorio armeno di notevoli dimensioni. Alla vigilia della prima guerra mondiale infatti circa 4.000 armeni vivevano già in Francia.
Con l'accordo franco-armeno del 1916, la Legione armena francese fu formata da armeni provenienti tutto il mondo, tra cui molti armeni francesi, grazie ai negoziati tra Boghos Nubar e le autorità politiche e militari francesi. La Legione partecipò alla campagna del Sinai e della Palestina e alla guerra franco-turca.
A seguito della vittoria alleata nella prima guerra mondiale, decine di migliaia di sopravvissuti al genocidio armeno si ritrovarono a vivere nella parte dell'Impero Ottomano occupata dalla Francia, in Cilicia, e molti di più nei territori del Mandato francese della Siria e del Libano, come i campi di sterminio di Deir ez-Zor in Siria.
Nel 1920, l'esercito francese guidato dal generale Henri Gouraud ordinò alla Legione armena di deporre le armi e di lasciare subito i rifugiati armeni. Egli aveva avviato una “politica pacifica e ricostruttiva” con i nazionalisti turchi per ritirare le truppe francesi dalla Cilicia, ma tutto ciò finì per consentire la ripresa degli attacchi contro i civili armeni. La maggior parte degli armeni ciliciani fuggì insieme ai francesi e fu reinsediata nei campi profughi di Alessandretta, Aleppo, della valle della Beqaa e di Beirut. Da lì, intere famiglie colsero l'opportunità di fuggire in Francia. L'afflusso dei sopravvissuti al genocidio armeno portò in Francia decine di migliaia di armeni. All'inizio degli anni venti, circa 50.000-60.000 armeni vivevano in Francia. Secondo un'altra fonte, 90.000 sopravvissuti al genocidio si stabilirono in Francia. Così gli armeni, dopo essere fuggiti dall'Impero ottomano via mare, attraversarono il Mediterraneo e, a partire dal novembre 1922, sbarcarono in massa a Marsiglia, dove peraltro già esisteva una piccola comunità armena formata da commercianti. Questa prima ondata di rifugiati s'insediò in alcuni quartieri periferici, come Saint-Jérôme e Saint-Loup.
Tra le due guerre, decine di migliaia di rifugiati armeni arrivarono in Francia, dove, a causa delle perdite dovute alla grande guerra, le industrie e le miniere necessitavano urgentemente di manodopera. Così, se una parte dei rifugiati armeni giunti Oltralpe decisero d'insediarsi a Marsiglia, altri invece risalirono la valle del Rodano seguendo la ferrovia per Parigi e s'insediarono a Valence, Vienne e Lione in cerca di lavoro. Le comunità armene sorsero anche nelle città industriali a sud di Parigi come Issy-les-Moulineaux, Alfortville, Clamart, Meudon e Chaville.
La comunità armena di Francia ha svolto un ruolo attivo nella Resistenza francese durante la seconda guerra mondiale. Il poeta e militante comunista Missak Manouchian, comandante del multietnico Gruppo Manouchian, divenne un importante leader della Resistenza. Nella medesima formazione figurava anche Arpen Lavitian, l'altro membro armeno del gruppo ad essere giustiziato dai tedeschi. I poeti Kégham Atmadjian e Rouben Melik furono altri importanti membri alla Resistenza. L'Organizzazione Patriottica Antifascista Sotterranea era comandata da ufficiali armeni.
Subito dopo la seconda guerra mondiale, circa 7.000 armeni furono rimpatriati nell'Armenia sovietica.
Negli anni '70, la comunità armena in Francia s'ingrandì con l'arrivo di rifugiati libanesi di etnia armena in fuga dalla guerra civile nel loro Paese.
Nel 1983 l'esercito segreto armeno per la liberazione dell'Armenia lanciò un attacco all'aeroporto di Parigi Orly, nell'ambito della sua campagna per il riconoscimento e il risarcimento del genocidio armeno. L'esplosione uccise otto persone e ne ferì cinquantacinque.
Nell'autunno 2020, sullo sfondo della guerra in Nagorno-Karabakh, si sono intensificate le tensioni tra le comunità armene e turche in Francia. In risposta al blocco di un casello autostradale da parte di manifestanti filo-armeni, attivisti turchi armati hanno effettuato incursioni punitive a Décines-Charpieu, al grido di Allāhu akbar!. Sono stati inoltre imbrattati con alcuni graffiti il locale Centro nazionale per la memoria armena e il memoriale del genocidio. In conseguenza a ciò, il governo francese ha sciolto il movimento paramilitare dei Lupi Grigi, l'organizzazione giovanile di uno dei partner della coalizione del Presidente Erdogan in Turchia, sul territorio francese. Questa decisione è stata criticata dal Ministero degli Esteri turco.

## Caratteristiche

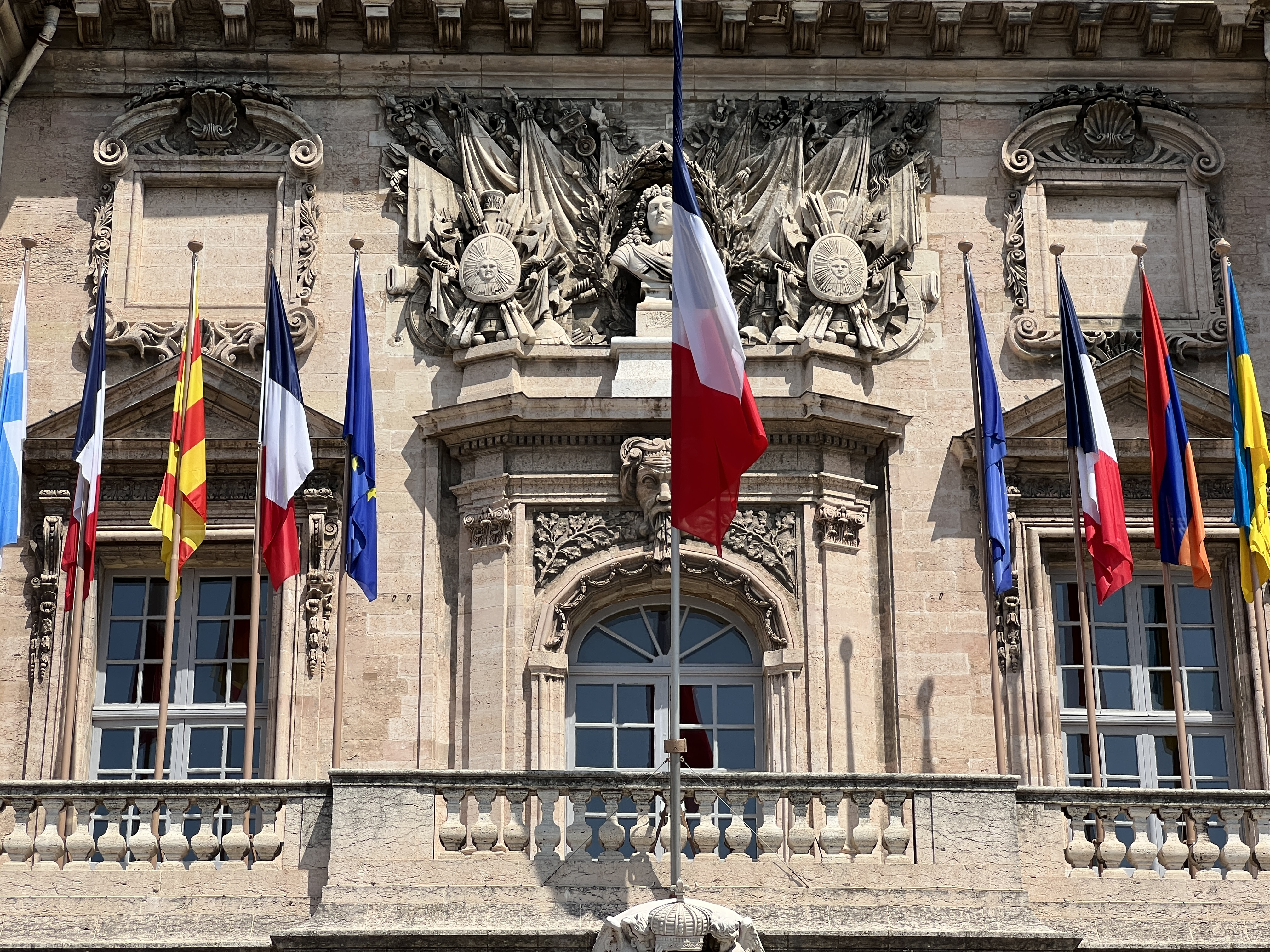
La bandiera armena issata sul balcone del municipio di Marsiglia.

Secondo le stime del Comité de défense de la cause arménienne (CDCA) e del Centre de recherches sur la diaspora arménienne (CRDA), nel 2011 gli armeni in Francia erano circa 600.000 (di cui 400.000 nati in Francia), ma il presidente del CRDA ha dichiarato allo stesso tempo che “qualsiasi censimento preciso è impossibile in quest'area”. Hratch Varjabedian, direttore dell'Ufficio francese per la causa armena, ha parlato contemporaneamente di 400.000 elettori francesi di origine armena.
Secondo l'INSEE, nel 2008 c'erano 14.732 persone di origine armena nate nella Francia continentale e 1.704 bambini di origine armena sotto i 18 anni nati in Francia.
La comunità è concentrata soprattutto a Marsiglia (la principale città in cui gli armeni sono sbarcati dopo il genocidio, dove la comunità attuale è stimata in 80.000 persone), Lione, Valence, Parigi e i suoi sobborghi: principalmente Arnouville, Alfortville (9.000 persone), Clamart, Châtillon e Issy-les-Moulineaux.
Nell'area metropolitana di Lione, la comunità armena è concentrata soprattutto in periferia (150.000 persone), in particolare a Décines-Charpieu, soprannominata La Petite-Arménie.

## Media
La comunità armena in Francia pubblica diversi periodici. Nel XX secolo erano scritti principalmente in armeno, ma ora sono molto pochi, poiché il numero di parlanti è diminuito. Esiste ancora una pubblicazione in lingua armena, Nor Haratch, che viene pubblicata dal 2009 ha rimpiazzato lo storico Haratch, fondato a Parigi nel 1925 da Chavarche Missakian e diretto fino al 2009 dalla figlia di quest'ultimo Arpik .
Gli altri principali periodici sono scritti principalmente in francese, come Nouvelles d'Arménie Magazine e France Arménie.
Dall'aprile 2018 viene pubblicata una rivista settimanale dedicata alle attività armene con il nome di Armenopole.
Esistono anche stazioni radio, come AYP FM, che trasmette in francese e armeno nella regione di Parigi.